# غرايم ك.
غرايم ك. (بالإنجليزية: Graeme K.)‏ هو موسيقي ومنتج أسطوانات أمريكي، ولد في 12 يوليو 1981.

## وصلات خارجية
- الموقع الرسمي